# Суп-пюре
Суп-пюре — це суп, у якому гарнір знаходиться у протертому стані.
Ці супи мають однорідну консистенцію, тому їх використовують у дитячому та лікувальному харчуванні, так само він дозволяє урізноманітнити раціон літніх людей, тому що це страва легко засвоюється і є досить калорійною.
Готують такі супи з овочів, крупів, бобових, домашньої птиці, печінки, деяких видів риби. Швидко вариться суп-пюре з розмелених круп.
Для того, щоб приготувати суп-пюре продукти потрібно відварити до готовності, потім протерти через сито або збити блендером, і у вигляді пюре ввести в бульйон, відвар або соус.
Перед подачею суп-пюре заправляють вершковим маслом або яєчно-молочною сумішшю. Після цього супи не кип'ятять.
Часто подають суп-пюре з грінками.
Супи-пюре популярні в європейських кухнях, особливо французькій.

## Галерея

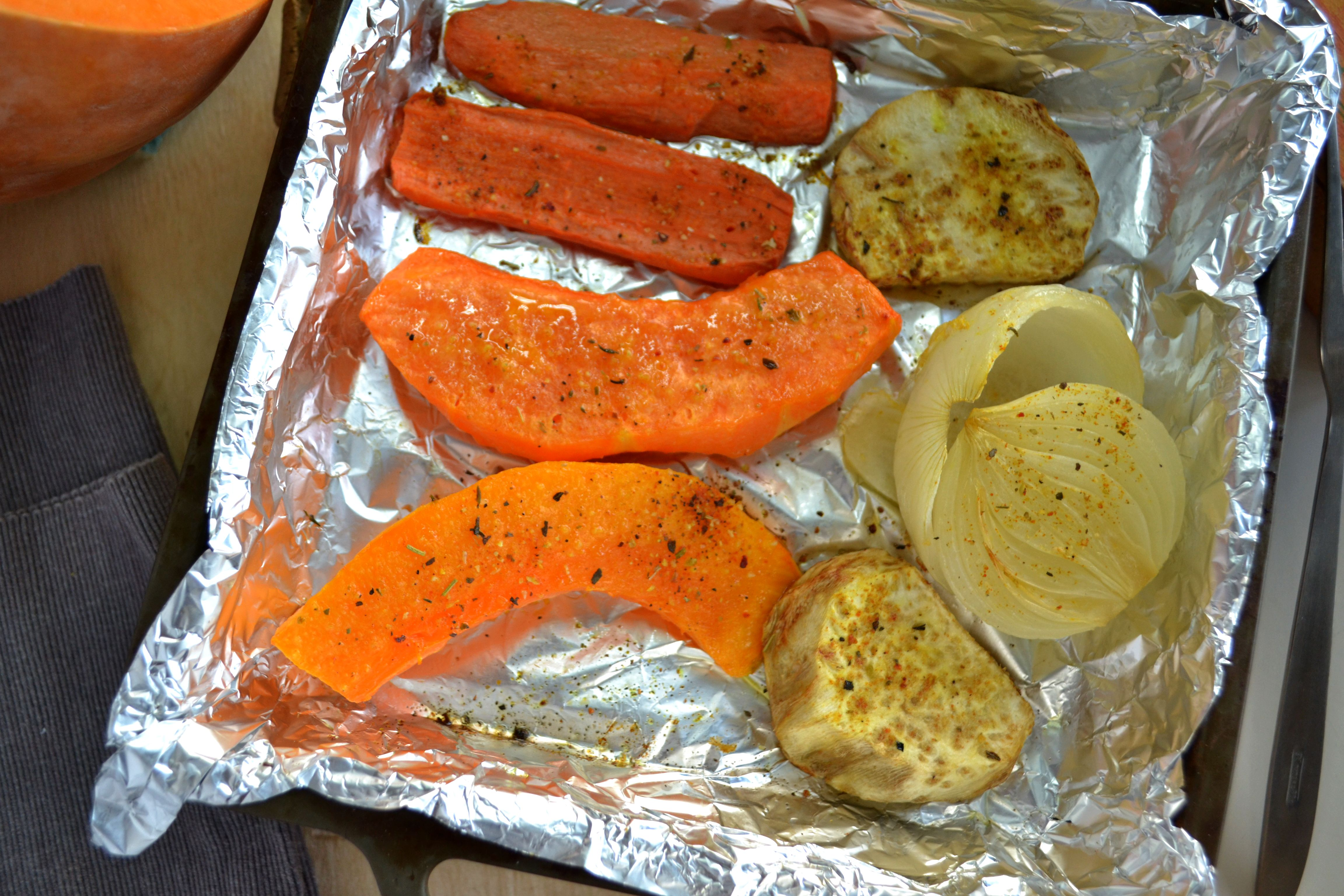
Печені овочі для супу
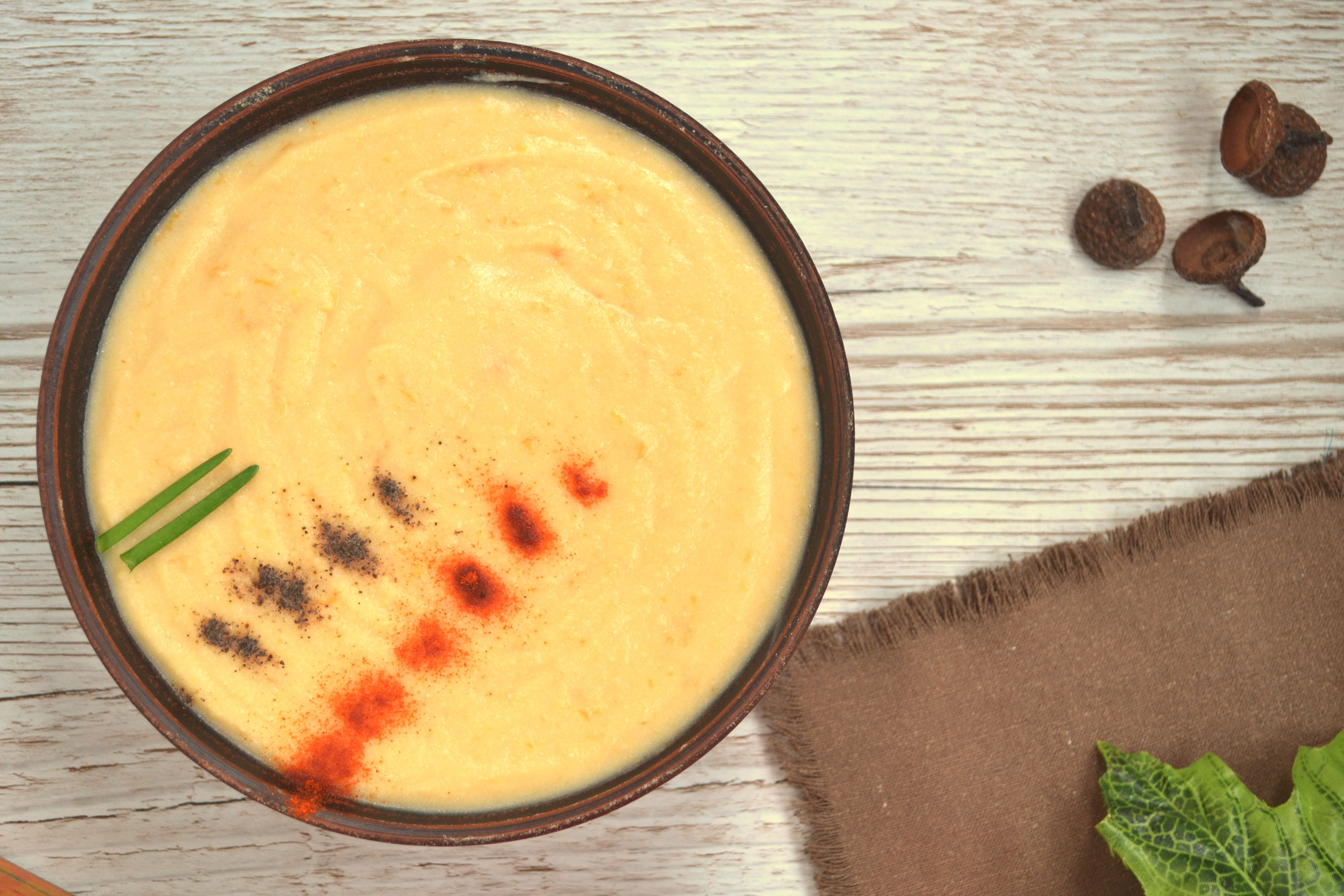
Гороховий суп-пюре
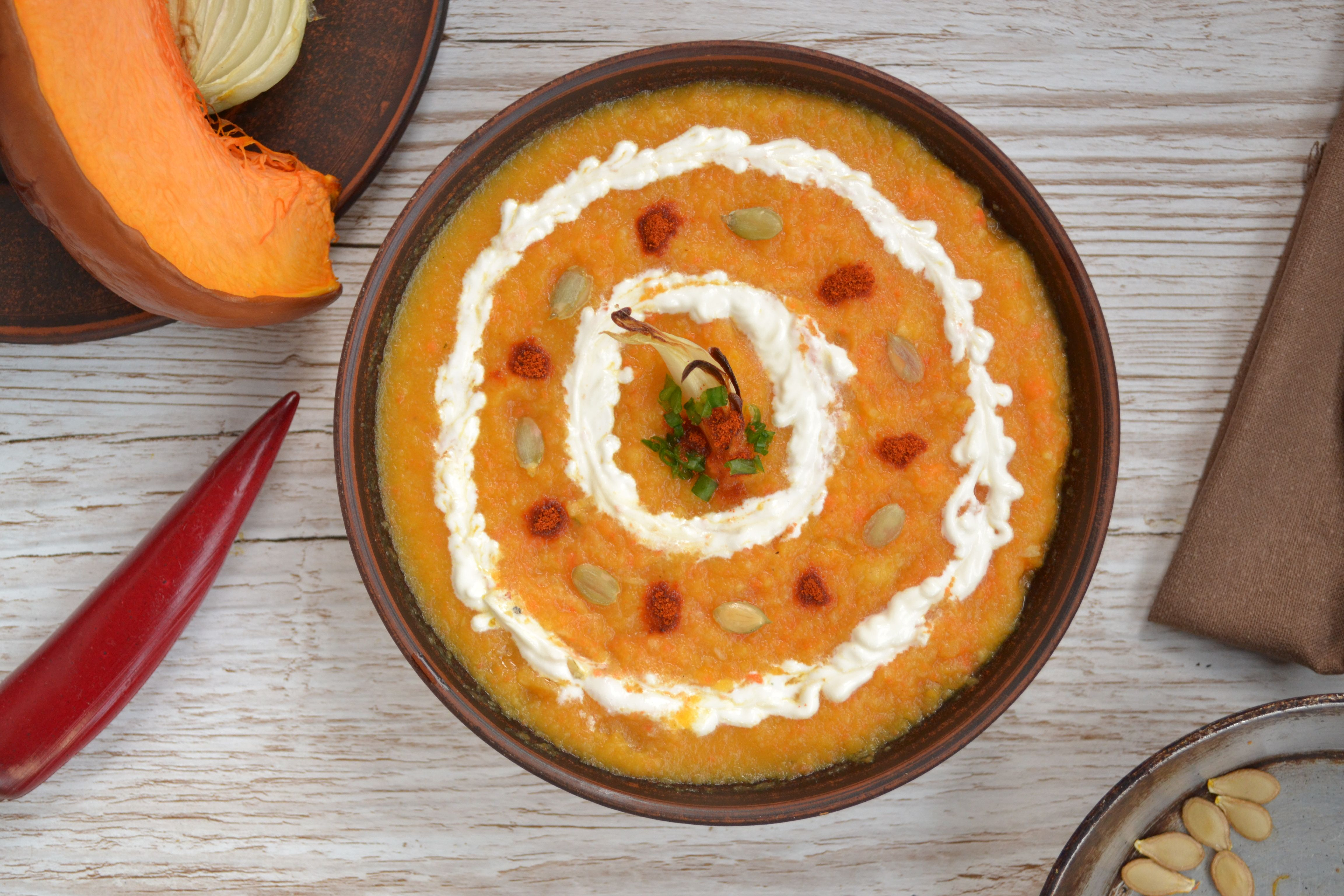
Гарбузовий суп-пюре